# Thomomys umbrinus
Thomomys umbrinus és una espècie de mamífer rosegador de la família dels geòmids. Viu a Mèxic i el sud-oest dels Estats Units. Es tracta d'una espècie excavadora de dieta herbívora. Els seus hàbitats naturals van des dels herbassars i matollars desèrtics de plana fins als prats de gran altitud, passant pels boscos d'altitud intermèdia. És una espècie en risc mínim, és a dir, no sembla que hi hagi cap amenaça significativa per a la seva supervivència.